# Alfonso Milián Sorribas
Alfonso Milián Sorribas (La Cuba, 15 de janeiro de 1939 - Saragoça, 26 de novembro de 2020) foi um clérigo espanhol e bispo católico romano de Barbastro-Monzón.
Alfonso Milián Sorribas estudou filosofia e teologia no seminário de Saragoça e foi ordenado sacerdote em 25 de março de 1962. Foi ativo na pastoral, incluindo vigário episcopal na Arquidiocese de Saragoça (1982–1990; 1996–2004). Em 1992 formou-se em Teologia Catequética pela Universidade Eclesiástica San Dámaso de Madrid.
O Papa João Paulo II nomeou-o bispo auxiliar em Saragoça e bispo titular de Diana em 9 de novembro de 2000. Foi ordenado bispo pelo Arcebispo de Saragoça, Elías Yanes Álvarez, em 3 de dezembro do mesmo ano; Os co-consagradores foram Antonio Cañizares Llovera, Arcebispo de Granada, e Juan José Omella Omella, Bispo de Barbastro-Monzón. Seu lema era Yo en ellos y tú en mí (“Eu neles e você em mim” (João 17:23 EU)).
Em 11 de novembro de 2004, foi nomeado Bispo de Barbastro-Monzón e empossado em 19 de dezembro do mesmo ano.
Na Conferência Episcopal Espanhola é membro da Comissão Episcopal para a Pastoral Social desde 2002. Durante este tempo foi delegado do bispo da Cáritas Española durante vários anos.
Em 27 de dezembro de 2014, o Papa Francisco aceitou a sua renúncia por idade.